# Thevet-Saint-Julien
Thevet-Saint-Julien ist eine französische Gemeinde mit 395 Einwohnern (Stand: 1. Januar 2022) im Département Indre in der Region Centre-Val de Loire. Sie gehört zum Arrondissement La Châtre, zum Kanton La Châtre und zum Gemeindeverband Communauté de communes de la Châtre et Sainte Sévère. 

## Lage
Thevet-Saint-Julien liegt etwa 31 Kilometer südöstlich von Châteauroux am Fluss Igneraie. Umgeben wird Thevet-Saint-Julien von den Nachbargemeinden La Berthenoux im Norden, Saint-Christophe-en-Boucherie im Nordosten, Vicq-Exemplet im Osten, Montlevicq im Süden, Lacs im Südwesten, Lourouer-Saint-Laurent im Westen und Südwesten sowie Verneuil-sur-Igneraie im Nordwesten.

## Bevölkerungsentwicklung
| Jahr                      | 1962 | 1968 | 1975 | 1982 | 1990 | 1999 | 2006 | 2013 |
| Einwohner                 | 669  | 637  | 552  | 468  | 507  | 455  | 484  | 425  |
| Quelle: Cassini und INSEE |      |      |      |      |      |      |      |      |

## Sehenswürdigkeiten

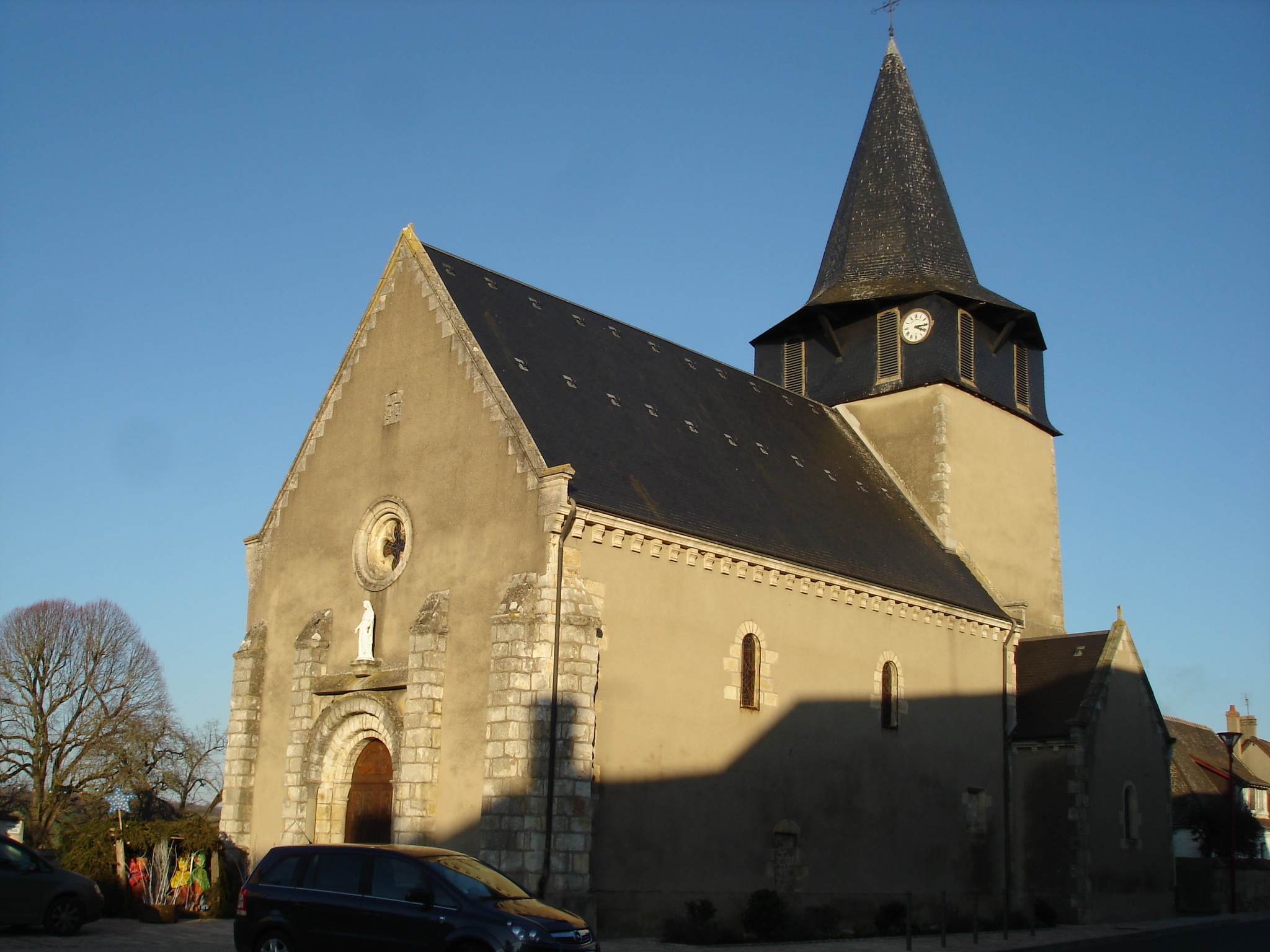
Kirche Saint-Julien

- Kirche Saint-Julien